# Bidon (chanson)
Pour les articles homonymes, voir Bidon.
Pistes de Bidon
S'asseoir par terre Tout doux
Bidon est une chanson d'Alain Souchon, sortie en 1976 dans l'album Bidon, écrite par Alain Souchon et composée par Laurent Voulzy.

## Genèse
Cette chanson a été inspirée à Alain Souchon par le milieu artistique qu'il avait découvert pendant la promotion de J'ai dix ans et qui l'impressionnait.

## Classement et ventes
| Classement (1976) | Meilleure place |
| ----------------- | --------------- |
| France (IFOP)     | 5               |

Le single s'est vendu à plus de 200 000 exemplaires.

## Reprise
- En 2009, la chanson a été reprise par les Enfoirés, sur l'album Les Enfoirés font leur cinéma avec Jean-Jacques Goldman.

- En 2017, dans l’album « Souchon dans l’air », l’artiste Tété reprend la chanson.